# Eastern Caribbean Express
Eastern Caribbean Express (im Markenauftritt EC Xpress) war eine auf der Karibikinsel St. Lucia ansässige virtuelle Fluggesellschaft. Das Tochterunternehmen der Air Jamaica hat seinen Betrieb im Jahr 2001 eingestellt.

## Geschichte
Nachdem American Airlines als letzte US-amerikanische Fluggesellschaft den Linienverkehr zwischen New York und Barbados im Frühjahr 1999 eingestellt hatte, beantragte Air Jamaica die Flugrechte auf dieser Strecke. Die US-Luftfahrtbehörde Federal Aviation Administration erteilte dem Unternehmen am 15. April 1999 eine entsprechende Genehmigung. Problematisch war, dass Air Jamaica keinen Codeshare-Partner in der östlichen Karibik hatte und somit ihren Passagieren keine Anschlussflüge vom Grantley Adams International Airport in Barbados zu den Nachbarinseln anbieten konnte. Das Unternehmen strebte im Sommer 1999 eine Kooperation mit der in Castries (St. Lucia) ansässigen Helenair Caribbean an, welche den Zubringerverkehr durchführen sollte. Diese lehnte jedoch ab, weil sie eine Zusammenarbeit mit BWIA West Indies Airways favorisierte. Air Jamaica entschied sich daraufhin zum Aufbau einer eigenen Tochtergesellschaft in der Region. Am 6. Oktober 1999 wurde die Gründung der in Castries ansässigen Tochtergesellschaft Eastern Caribbean Express bekannt gegeben, welche die Anschlussflüge von Barbados nach St. Lucia, Dominica, Grenada, St. Vincent und Trinidad im Markenauftritt EC Xpress durchführen sollte.
Eastern Caribbean Express nutzte das Air Operator Certificate (AOC) ihrer Schwesterfluggesellschaft Air Jamaica Express, welche auch die Flugzeuge und die Besatzungen stellte. Die Maschinen waren in Farben von Air Jamaica lackiert, trugen aber den Schriftzug EC Xpress auf dem Rumpf. Das virtuelle Unternehmen führte erstmals am 17. März 2000 einen Sonderflug vom Flughafen Castries-Vigie mit einer De Havilland DHC-8-100 durch. Die Aufnahme des Linienflugbetriebs sollte am 18. April mit zwei DHC-8-100 erfolgen, verzögerte sich aber wegen behördlicher Schwierigkeiten bis zum 22. April 2000.
Die Gesellschaft bot zunächst fünf tägliche Linienflüge von Barbados nach St. Lucia und zwei tägliche Flugpaare nach Dominica an. Die Verbindungen konnten im Rahmen von Codeshare-Abkommen auch von Fluggästen der Air Canada und Virgin Atlantic Airways genutzt werden. Am 1. August 2000 stellte die Gesellschaft, die bis dahin rund 30.000 Passagiere befördert hatte, eine dritte DHC-8-100 in Dienst. Die Aufnahme von Linienflügen zwischen Barbados und Trinidad war für Dezember 2000 vorgesehen, wurde aber zunächst auf Februar und danach auf Sommer 2001 verschoben.
Am 31. März 2001 stellte das virtuelle Unternehmen seinen Betrieb nach nur elf Monaten ein. Als Grund wurde der ruinöse Wettbewerb zwischen den Fluggesellschaften in der Region genannt, der zu einem Verfall der Ticketpreise geführt hatte.

## Flotte
- De Havilland DHC-8-100 Twin Otter